# James Tague
 (janvier 2022).
James « Jim » Thomas Tague, né à Plainfield (Indiana), le 17 octobre 1936 et mort à Bonham, Texas, le 28 février 2014, est un des témoins de l'assassinat du président Kennedy le 22 novembre 1963.

## Histoire
Tague est la troisième personne qui subit des blessures lors de l'assassinat, quoique sa blessure soit une entaille superficielle de la joue droite.
Au moment de l'assassinat, Tague se tenait près du trottoir sud de Main Street à peu près à hauteur du pont sous lequel Main Street et Elm Street passent.

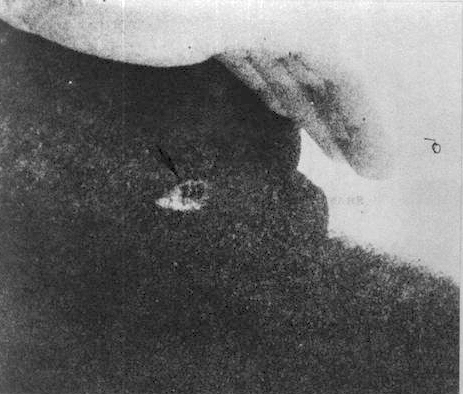
L'éclat dans la bordure de trottoir

Lorsqu'il entendit le premier tir, Tague pensa tout d'abord, comme de nombreux témoins, à un pétard. Il témoigna que ce premier tir survint alors que la voiture présidentielle venait de terminer son tournant de Houston Street vers Elm Street, venant vers Tague. 

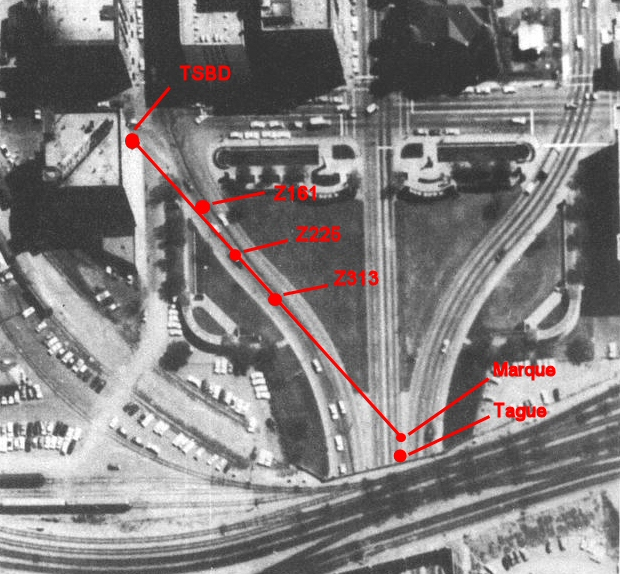
Vue de Dealey Plaza

Après la fin de la fusillade, un policier remarqua que Tague avait du sang sur la figure. Le policier demanda alors à Tague où il s'était trouvé pendant la fusillade et en s'approchant de l'endroit, ils découvrirent que le bord du trottoir de Main Street portait une marque très nette d'impact et que celui-ci avait fait sauter un morceau de béton qui avait sans doute causé la blessure superficielle de Tague (la bordure fut découpée en 1964 et se trouve maintenant aux archives nationales américaines).
En 1964, Tague témoigna devant la Commission Warren.
Il témoigna avoir entendu trois coups de feu et qu'il avait été touché au visage à la suite du deuxième ou troisième, mais certainement pas du premier.
Lorsque le morceau de trottoir fut analysé par spectrographie par le laboratoire du FBI, on découvrit du plomb et de l'antimoine, mais pas de cuivre, ce qui indique que le projectile qui avait frappé le trottoir, et qui n'a jamais été découvert, était un fragment de balle dépourvu de sa chemise de cuivre.
En 2003, Tague publia un livre, Truth Withheld  (ISBN 0-9718254-7-5), détaillant son expérience pendant et après l'assassinat.